# JN Data A/S
JN Data er en dansk IT-virksomhed, der leverer IT-drift og -infrastruktur til den finansielle sektor. Virksomheden er ejet af Jyske Bank A/S, Nykredit Realkredit A/S, BEC, Bankdata og SDC og har cirka 740 medarbejdere. I Danmark har JN Data kontorer i Silkeborg og Roskilde, og derudover har virksomheden cirka 200 it-konsulenter i Polen.     

## Historie
I 2002 fusionerede Jyske Bank A/S og Nykredit Realkredit A/S de interne IT-service og –produktionsafdelinger og oprettede et nyt selskab med navnet JN Data. I de første otte år servicerede virksomheden sine ejere, og sidenhen er BEC, Bankdata, SDC og EG Silkeborg Data også blevet kunder hos JN Data. I 2018 blev ejerkredsen udvidet med BEC, Bankdata og SDC.       

## Ledelse

### Direktion
- Søren Lindgaard, CEO
- Jacob Moesgaard, CFO

### Bestyrelse
- Peter Schleidt, Jyske Bank, Formand
- Jesper Nielsen, BEC, Næstformand
- Ulrik Have, Nykredit
- Esben Kolind Laustrup, Bankdata
- Torben Finnemann, SDC
- Annette Juul, medarbejderrepræsentant
- Henrik Holm, medarbejderrepræsentant
- Christoffer Lykbak, medarbejderrepræsentant